# Constant Permeke

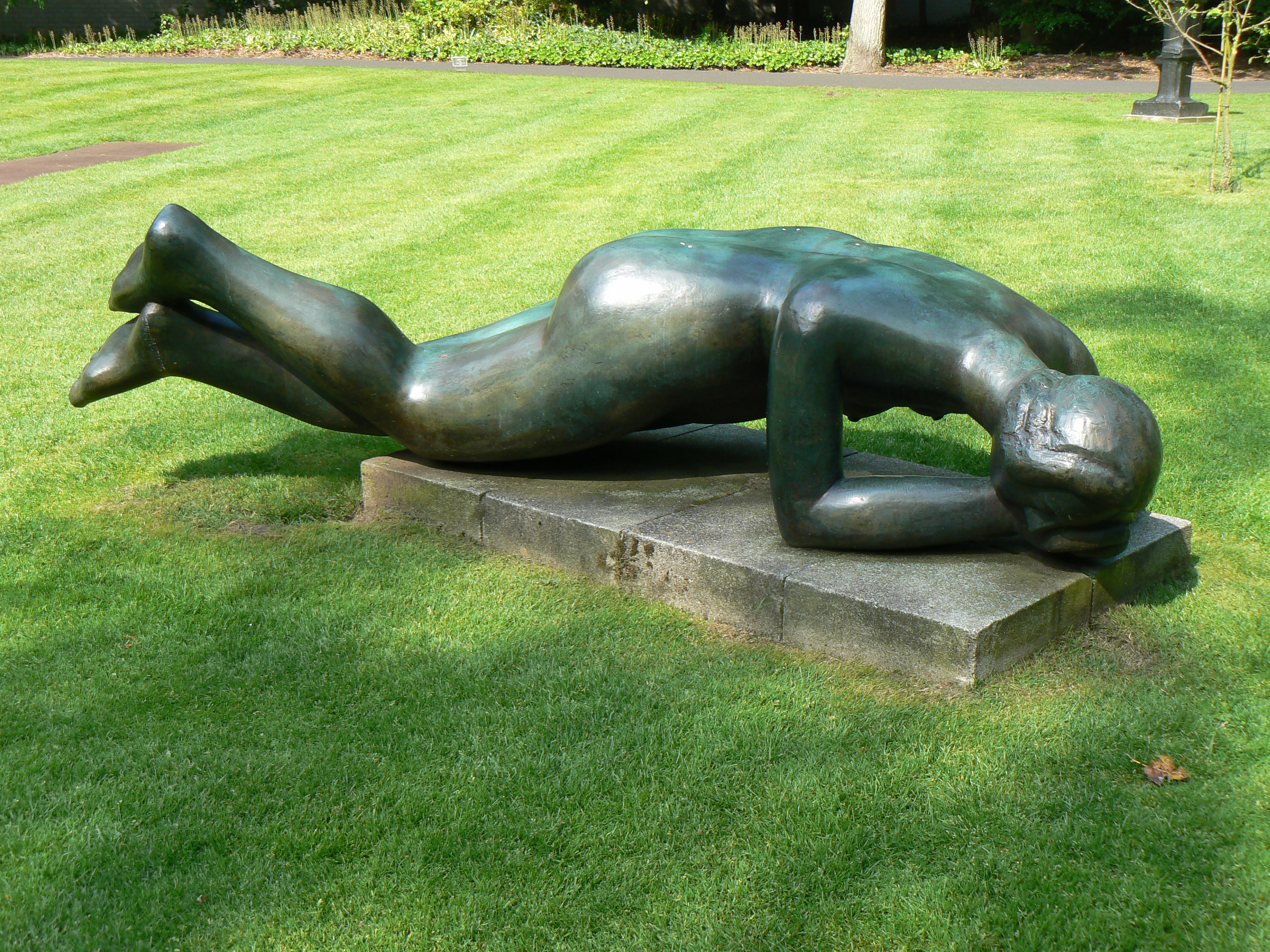
Skulpturen Niobe av Constant Permeke i Kröller-Müller Museums skulpturpark i Nederländerna.

Constant Permeke, född 31 juli 1886 i Antwerpen, död 4 januari 1952 i Oostende, var en belgisk impressionistisk målare och skulptör.

## Biografi
Permeke flyttade vid sex års ålder med familjen till Oostende där hans far blev intendent vid det kommunala konstmuseet. Han studerade 1903-06 i Brygge tills han togs in för militärtjänst i den belgiska armén. Efter avslutad tjänst verkade han i Oostende och Latem. Hans arbete av denna period kännetecknas av tunga penseldrag.
När första världskriget började, blev Permeke mobiliserad och under försvaret av Antwerpen sårades han i strid nära staden Duffel. Hans sår tvingade honom att evakueras till Storbritannien där han var på sjukhus vid South Hillwood. År 1916 flyttade han till Chardstock i Devonshire och började måla igen, mestadels färgglada engelska landskap. Efter krigsslutet, återvände han med sin familj till Oostende 1919. I motsats till den lyckliga tiden i Devonshire, vände den hårda verkligheten i arbetstagarens liv nu Permekes arbete tillbaka till en dystrare stämning, där han främst avbildade fiskarens hårda liv.
År 1921 fick Permeke möjlighet att visa sina arbete i Antwerpen och Paris. Mellan 1922 och 1924 reste han regelbundet till Astene för att samarbeta med Frits Van den Berghe. År 1926 åkte han till Vevey i Schweiz där han målade främst bergsmotiv. År 1929 flyttade han till Jabbeke. Under denna period ändrade han sitt ämne till att, istället för fiskare och havet, nu rikta in sig på bonden och hans land. Under denna period, var Permeke mycket produktiv med verk som "Gouden Oogst" (1935), "De Grote Marine" (1935), "Moederschap" (1936), "Het Afscheid" (1948), "Dagelijks Brood" (1950). Från och med 1937 försökt han sig på att skulptera, och försökte som skulptör, att isolera mänskliga gestalten i monumentala insatser, exempelvis "De Zaaier" (1939), "Niobe" (1946) och "De Drie Gratien" (1949).
Under andra världskriget förbjöds Permeke att måla av de tyska ockupanterna, då hans konst av dem sågs som Entartete Kunst. Privat var saker och ting än värre när hans son Paul greps och skickades till Tyskland som tvångsarbetare. Efter kriget blev Permeke utnämnd till direktör för det Nationella högre institutet och Kungliga akademin i Antwerpen, men lämnade efter bara ett år in sin avskedsansökan.

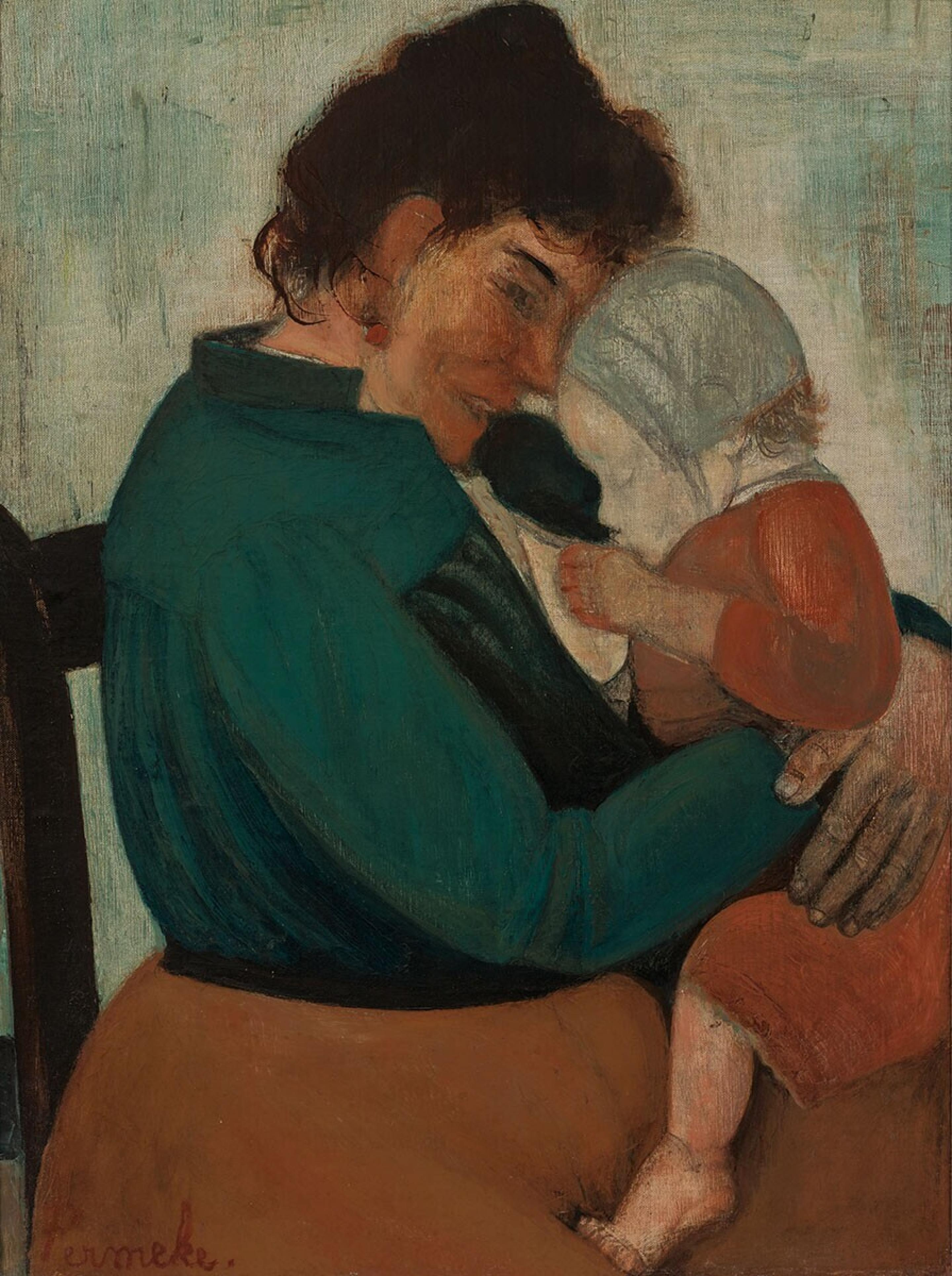
Moederschap (vrouw uit Oostende) (1913)
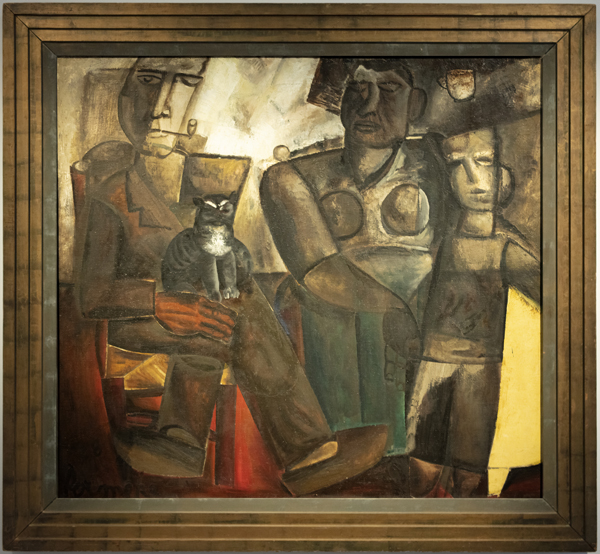
Boerengezin met kat (1928)
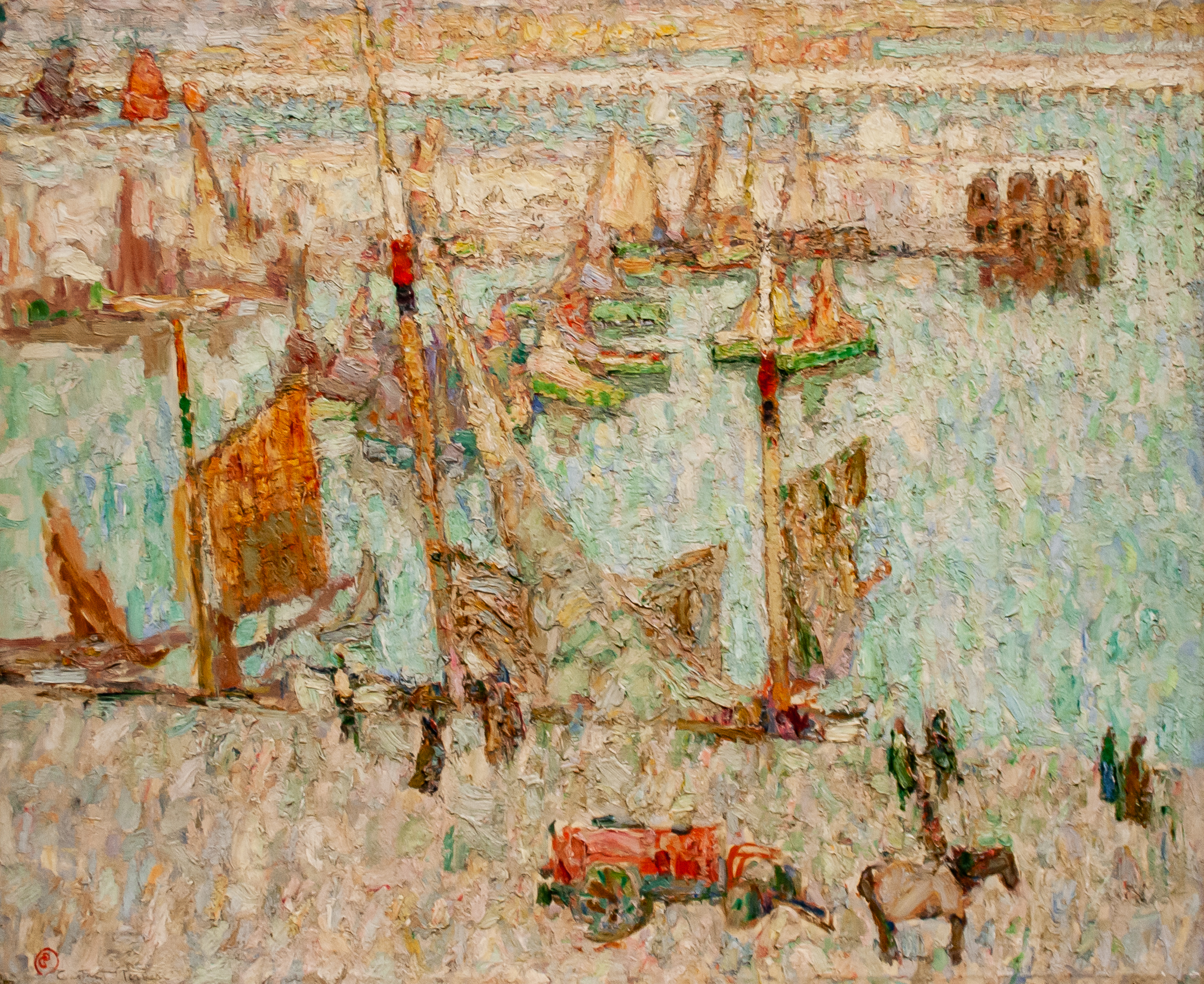
De haven van Oostende
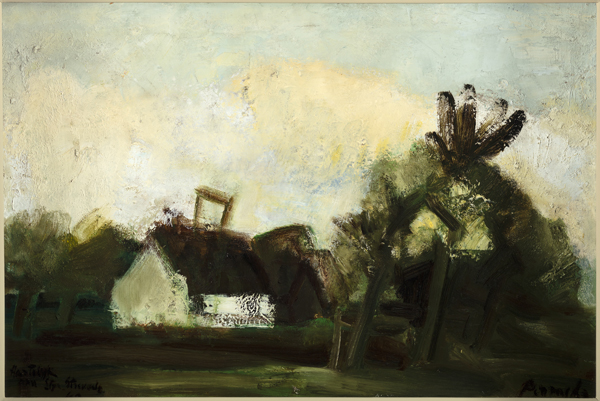
Landschap met molen te Tiegem
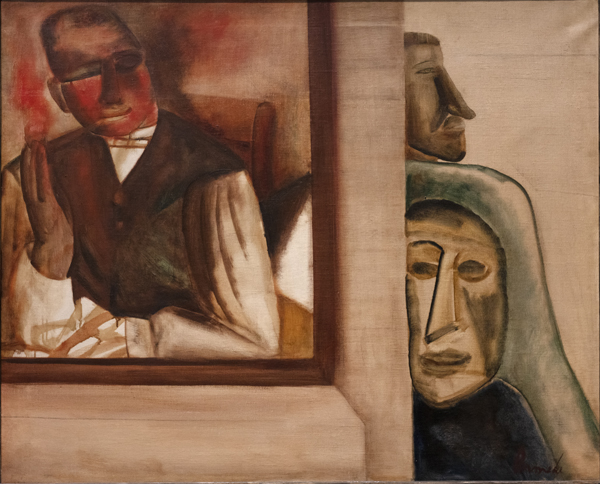
De roker (c.1927)
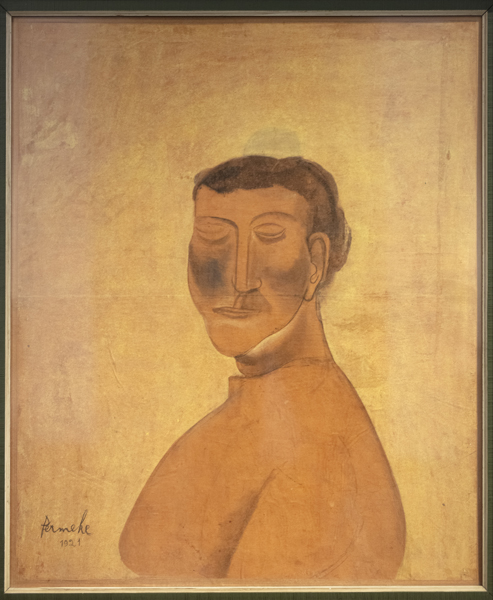
Vissersvrouw (1921)